# Карамишев Петро Васильович
Петро́ Васи́льович Карами́шев (1905 , Сердобськ, Сердобський повітd, Пензенська губернія, Російська імперія  — 24 березня 1941 , Київ ) — радянський діяч органів державної безпеки, капітан державної безпеки. Депутат Верховної Ради УРСР 1-го скликання (1938–1939).

## Біографія
Народився 1905 року в родині селянина-бідняка в місті Сердобськ, тепер Пензенська область, Росія. Здобув початкову освіту. Працював у господарстві батька. З 1921 року був співробітником політпросвіти.
У 1922 році вступив до комсомолу, перебував на відповідальній комсомольській роботі: відповідальний секретар волосного комітету РКСМ, член бюро Сердобського повітового комітету ВЛКСМ, секретар редакції газети «Красная деревня» у місті Сердобську. У 1927–1928 роках — завідувач агітаційно-пропагандистського відділу Сердобського повітового комітету ВЛКСМ.
Член ВКП(б) з 1928 року.
У 1928 році працював судовим виконавцем народного суду, секретарем виконавчого комітету Сердобської районної ради Середньо-Волзької області.
У серпні 1928 — лютому 1929 року — експедитор-діловод Балашовського окружного відділу ДПУ. У лютому 1929 — червні 1930 року — помічник уповноваженого інформаційного відділу Камишинського окружного відділу ДПУ. У червні 1930 — квітні 1931 року — уповноважений Єланського районного відділу ДПУ Нижньо-Волзького краю. У квітні 1931 — 1932 року — т.в.о. начальника Єланського районного відділу ДПУ Нижньо-Волзького краю.
У 1932 — січні 1933 року — курсант Центральної школи ОДПУ СРСР. У січні 1933 — січні 1935 року — заступник начальника політичного відділу Бандурської машинно-тракторної станції по ДПУ-НКВС Арбузянського району Одеської області.
У січні — серпні 1935 року — уповноважений 1-го відділення секретно-політичного відділу УДБ УНКВС по Ленінградській області. У серпні — грудні 1935 року — оперативний уповноважений 1-го відділення секретно-політичного відділу УДБ УНКВС по Ленінградській області. У грудні 1935 — листопаді 1936 року — оперативний уповноважений 7-го відділення секретно-політичного відділу УДБ УНКВС по Ленінградській області. У листопаді — грудні 1936 року — помічник начальника 1-го відділення секретно-політичного відділу УДБ УНКВС по Ленінградській області. У грудні 1936 — травні 1937 року — помічник начальника 1-го відділення 4-го відділу УДБ УНКВС по Ленінградській області. У травні — серпні 1937 року — начальник 5-го відділення 4-го відділу УДБ УНКВС по Ленінградській області. У серпні — жовтні 1937 року — помічник начальника 4-го відділу УДБ УНКВС по Ленінградській області.
7 жовтня 1937 — 3 березня 1938 року — заступник начальника УНКВС по Рязанській області РРФСР.
3 березня 1938 — 15 січня 1939 року — начальник УНКВС по Миколаївській області.
26 червня 1938 року обраний депутатом Верховної Ради УРСР 1-го скликання по Олександрійській виборчій окрузі № 131 Миколаївської області.
4 серпня 1939 року заарештований органами НКВС. Засуджений Військовим трибуналом військ НКВС Київського округу на процесі 18–23 березня 1941 року за статтею 206-17 «б» Кримінального кодексу УРСР до вищої міри покарання. Розстріляний.
Не реабілітований.

## Звання
- лейтенант державної безпеки (23.03.1936)
- капітан державної безпеки (7.10.1937)

## Нагороди
- орден Леніна (25.06.1937)